# Extras
Extras (dt.: Statisten) ist eine britische Comedy-Fernsehserie, geschrieben und gedreht von Ricky Gervais und Stephen Merchant, die zuerst in Großbritannien ausgestrahlt wurde (am 21. Juli 2005 auf BBC Two).
Im Jahr 2005 wurde bei BBC Two die erste Staffel mit sechs Folgen ausgestrahlt, ab dem 14. September 2006 lief die zweite Staffel. Am 27. Dezember 2007 lief das 90-minütige Weihnachtsspecial, das die Geschichte der Serie abschließt.
Ab 16. Januar 2007 wurde die Serie auf Comedy Central ausgestrahlt.

## Personen

### Hauptfiguren
- Andy Millman, ein erfolgloser Darsteller, der sich als Statist über Wasser hält, gespielt vom Co-Autor und Co-Regisseur Ricky Gervais. Andy ist zwar ein grundsätzlich netter, aber frustrierter Typ mit eher wenig sozialem Feingefühl. Mit seiner undiplomatischen Direktheit und Zynik tritt er oft in Fettnäpfchen. Die ständigen Demütigungen durch Regisseure und Kollegen erträgt er meistens mit Fatalismus. Er hat weder Frau, noch Freundin. Seine beste Freundin ist Maggie Jacobs. Er versucht, seine eigene Sitcom ins Fernsehen zu bringen; als diese in der zweiten Staffel unter dem Namen When the Whistle Blows tatsächlich erscheint, wurde sie von den Produzenten jedoch derart verändert, dass von Millmans ursprünglichen, wesentlich tiefgründigeren Ansätzen nur noch flacher Klamauk übrig bleibt, der zahlreiche negative Sitcom-Klischees bedient.
- Maggie Jacobs, seine Kollegin (Ashley Jensen). Die aus Schottland stammende Maggie hat eine enge platonische Beziehung zu Andy und ist vergebens auf der Suche nach der großen Liebe. Sie hat sich mit dem Dasein als Statistin abgefunden. Maggie ist noch dämlicher und naiver und hat noch weniger diplomatisches Feingefühl als Andy selbst und bringt ihn mit ihrer Naivität immer wieder in sehr unangenehme Situationen – die Andy ihr aber allesamt verzeiht, da sie im Grunde herzensgut ist.

### Nebenfiguren
- Darren Lamb (Stephen Merchant) ist Millmans dummer, fauler und inkompetenter „Agent“. Er schadet Andy mehr, als er ihm nutzt. „Besprechungen“ mit Lamb ziehen Andy jedes Mal runter.
- Shaun „Barry aus EastEnders“ Williamson (spielt sich selbst). Er wird von den anderen bewundert, weil er eine echte Rolle gespielt hat.
- Greg Lindley-Jones (Shaun Pye) ist ebenfalls Statist und Andys Feind. Wann immer sich die Gelegenheit bietet, schadet er dem gutmütigen Andy.

## Handlung
Jede Extras-Folge spielt auf einem anderen Filmset, auf dem ein Film mit jeweils einem anderen berühmten Schauspieler gedreht wird. Allen Folgen gemeinsam sind Andys verzweifelte Bemühungen, eine Rolle mit Text zu bekommen und Maggies vergebliche Versuche, Kollegen abzuschleppen.
In der zweiten Staffel ist Andys fiktive Show-in-einer-Show-Sitcom When the Whistle Blows zusätzliches Thema jeder Folge und sind auch einzelne Szenen daraus zu sehen.

## Auszeichnungen
Im Jahr 2007 wurde Ricky Gervais für seine Rolle als Andy Millman mit dem Emmy als bester Hauptdarsteller in einer Comedyserie ausgezeichnet, während das Format 2006 und 2007 insgesamt viermal für den US-amerikanischen Fernsehpreis nominiert war. Zu den weiteren Auszeichnungen zählen ein BAFTA-Award, zwei British Comedy Awards und zweimal die Rose d’Or. 2008 wurde die Serie mit dem Golden Globe Award in der Kategorie Beste Serie (Komödie/Musical) ausgezeichnet.

## Musik
Titelmusik ist der Song Tea for the Tillerman von Cat Stevens.

## DVD-Veröffentlichungen
Die erste Staffel erschien am 28. März 2008 von Polyband auf DVD.
Die erste und zweite Staffel erschienen am 15. November 2013 in Deutschland durch Turbine Medien auf DVD, jede Staffel in einer DVD-Hülle und beide zusammen in einem Box-Set inklusive des Weihnachtsspecials mit deutschen Untertiteln.

## Trivia
- Karl Pilkington, der zusammen mit Gervais und Merchant eine Radiosendung und später darauf aufbauende Audio-Podcasts moderiert hat, hat im Serienfinale einen kurzen Cameo-Auftritt als Autogrammjäger, der Andys Angebot, ihm ein Autogramm zu schreiben, auf Grund dessen gesunkener Popularität ablehnt. Im Weggehen macht Andy leise eine abfällige Bemerkung über den runden Kopf des Fans, eine Anspielung auf die eingangs erwähnte Radioshow, in der Karls Kopfform ebenfalls häufig von Gervais thematisiert und verspottet wurde.
- Andy Millmans Sitcom When the Whistle Blows war nach seinen Worten ursprünglich als eine Sitcom mit einem realistischen Setting in einem Büro und ohne Lachspur gedacht. Dies ist eine Referenz an die Sitcom The Office, in der Gervais ebenfalls die Hauptrolle spielte und zusammen mit Stephen Merchant die Drehbücher schrieb.
- Die Sitcom When the Whistle Blows bietet entgegen Millmans ursprünglichen Ideen am Ende nur flachen Klamauk, der zahlreiche negative Sitcom-Klischees bedient, neben der üblichen Lachspur etwa stereotype Figuren, pseudo-lustige Perücken und den Gebrauch von Catchphrases. Dies ist von Gervais als Parodie auf altmodische Sitcoms, aber auch als subversive Kritik an damals aktuellen Sitcoms und anderen Comedy-Shows, insbesondere Little Britain, gedacht, die ebenfalls stark auf Catchphrases und Perücken als Humor-Elemente setzten. So sieht man in einer Szene im Studio-Publikum von When the Whistle Blows einen Mann mit einem „I’m a Lady“-T-Shirt sitzen, eine Referenz an die Little-Britain-Figur Emily Howard.
- Shaun Williamson, der meistens nur „Barry aus EastEnders“ genannt wird, spielt sich selbst. Er wurde tatsächlich durch seine Rolle als Barry Evans in der beliebten britischen Vorabend-Seifenoper EastEnders bekannt und persifliert hier sich selbst sowie seine sinkende Popularität nach seinem Ausscheiden aus der Serie.
- Kate Winslet sagt bei ihrem Auftritt in Folge 3 der ersten Staffel, in der sie in einem Holocaust-Film mitspielt, dass sie deshalb in Holocaust-Filmen mitspielt, da man damit gute Chancen auf einen Oscar habe. Ironischerweise gewann Winslet 2009 tatsächlich einen Oscar für ihre Rolle in dem Holocaust-Film Der Vorleser.
- In der Serie German Genius (2024) surft Kida Kodr Ramadan eine Fake-Wikipedia-Seite über die Serie an, um sich über Ricky Gervais zu informieren, da er eine deutsche Version der Serie plant. Die gezeigte Seite einer Website namens "Infomania" ist tatsächlich eine nur leicht veränderte Version dieses Artikels.